# Géospize à gros bec
Geospiza magnirostris
Espèce
Statut de conservation UICN

 LC  : Préoccupation mineure
Le Géospize à gros bec (Geospiza magnirostris) est l'une des espèces d'oiseaux plus connues sous le nom de pinson de Darwin. Elle appartient à la famille des Thraupidae.

## Aire de répartition
C'est un oiseau est endémique des îles Galápagos, et se trouve dans la zone aride de la majeure partie de l'archipel, bien qu'il soit absent des îles du sud-est (Floreana, Española, San Cristóbal et Santa Fé). C'est la plus grande espèce de pinson de Darwin à la fois en taille totale et en taille de bec. Il a un grand bec court pour casser des noix pour obtenir de la nourriture.